# Callistopteris baldwinii
Espèce
Répartition géographique
Callistopteris baldwinii est une fougère de la famille des Hyménophyllacées.
Nom hawaïen : Limu Kau La'au

## Description
Cette fougères possède un court rhizome, assez épais et avec une épaisse pilosité. Les racines sont présentes, nombreuses et robustes. Elle est plutôt épiphyte (sur le tronc des arbres).
Le stipe, le pétiole ainsi que le rachis sont couverts de poils longs et bruns.
Le limbe est plus petit que la moyenne du genre : il mesure moins de 20 cm. ; il est divisé 3 fois.
Les sores, paratactiques aux nervures de la feuille, sont entourés d'une indusie tubulaire campanulée.
Elle compte, comme les espèces du genre, 36 paires de chromosomes.

## Répartition
Cette espèce est endémique des îles Hawaï.

## Historique et position taxinomique
En 1879, Daniel Cady Eaton décrit une première fois cette espèce à partir d'un exemplaire d'Hawaï collecté par William Baldwin dans une petite vallée d'Oahu. Il la dédie à son collecteur et la place dans le genre Hymenophyllum.
En 1933, Edwin Bingham Copeland la déplace dans le genre Trichomanes : Trichomanes baldwinii,. Mais en 1938, il la déplace dans le genre Callistopteris, déplacement confirmé par Atsushi Ebihara et al.
En 1968, Conrad Vernon Morton la place dans la section Callistopteris du sous-genre Pachychaetum du genre Trichomanes.
Cette espèce compte donc deux synonymes :
- Hymenophyllum baldwinii D.C.Eaton
- Trichomanes baldwinii (D.C.Eaton) Copel.